# Mendeleev Rybinsk
Il Mendeleev Rybinsk o solo Mendeleev tank era il progetto di un carro armato superpesante sviluppato durante la prima guerra mondiale e più precisamente dal 1911 al 1916 ma mai costruito.
La sua struttura consisteva in un grande rettangolo di ferro con dei lunghi cingoli, una torretta ed un enorme cannone, l'armamento era un gigantesco cannone navale da 130 mm e una mitragliatrice (probabilmente modello Maxim) posizionata in una torretta girevole a 360 gradi.
La struttura dei cingoli di questo carro era molto particolare perché gli permetteva di farli rientrare all'interno del carro armato, tale funzione poteva servire al carro per abbassare la sua altezza diventando più difficile da colpire e diventando anche più stabile che poteva servire per stare in appostamento oppure sembrare un bunker o una casamatta.
Lo spessore della corazza era da 100 a 150 mm di spessore, fatto che l'avrebbe reso invincibile dato che solo 30 mm di corazza era già molto spessa all'epoca. Nonostante la gigantesca statura raggiungeva la velocità di 15 MPH.